# Kawanishi N1K1 Shiden
Kawanishi N1K1 Shiden (zavezniško kodno ime George) je bilo japonsko lovsko letalo druge svetovne vojne.

## Začetek proizvodnje
Letalo je bilo izdelano iz hidroplana N1K1 Kyofu. Letalo je imelo močan motor in avtomatsko krmiljena zakrilca. Prvi primerki letala pa so imeli preslabotno podvozje in nezanesljiv motor, zato je proizvodnja v večjem obsegu stekla šele po odpravi teh težav, kot različica N1K2-J Shiden-Kai.

## Uspehi letala
Letalo je bilo primerljivo z vsemi ameriškimi lovci na Pacifiku. Njegova glavna naloga je bila zagotavljanje podpore bombnikom. Zaradi velikih težav z oskrbo, kar je bila posledica ameriškega bombardiranja, pa je množična prizvodnja, ki je bila predvidena za to letalo zastala. Proti koncu vojne je bila večina teh lovcev dodeljena enotam pilotov kamikaz.
Do konca vojne je bilo izdelanih nekaj več kot 1000 primerkov letala N1K1 in okoli 400 primerkov N1K2.